# 法照寺 (藤沢市)
法照寺（ほうしょうじ）は神奈川県藤沢市にある浄土宗の寺院。山号は善光山。

## 歴史
直為の開山で享保年間（1716年 - 1735年）に創建。寛文元年（1661年）に龍保により創建したという説もある。創建時の庵室名は不詳。
宝永元年（1704年）欣誉が中興し、法照寺と号した。

## 本尊
- 阿弥陀如来

## その他の仏像
- 十一面観音立像 - 像高 115センチメートル、総高118センチメートル、一木造、彫眼、平安風。秘仏[2]。

## 所在地情報
所在地
- 神奈川藤沢市鵠沼神明二丁目2番24号

交通
- 鉄道
  - 本鵠沼駅（小田急電鉄江ノ島線） - 徒歩で11分